# Mečkin kamen
Mečkin kamen je položaj 3 kilometra južno od Kruševa, Makedonija gdje je 12. kolovoza 1903. došlo do bitke između makedonskih ustanika i Turaka tijekom Ilindenskog ustanka.
Prilikom turske ofenzive, bilo je nesuglasica oko toga treba li Kruševo braniti ili ne. Poslije odluke o obrani, vojvoda Pitu Guli s još 370 ljudi je posjeo položaje na Mečkin kamenu. Turske snage su imale 4000 ljudi pod zapovjedništvom Bahtijar-paše. Pred nadmoćnim snagama, ustanici su se povukli, ali ne i Pitu Guli sa svojim ljudima, koje je podijelio u 9 skupina po šančevima.
Teške borbe su vođene čitav dan, Turci su napadali u valovima. Naposljetku se prešlo na borbe noževima, i skoro svi ustanici su hrabro izginuli. Po zauzimanju Mečkinog kamena, Turci su ušli u samo Kruševo.